# Nomoteta
Nomoteta (en grec antic νομοθέτης) era, a l'antiga Grècia un membre d'una comissió atenenca que votava les lleis.

## Història
Segons Tucídides els nomotetes es van instaurar pel règim oligàrquic de l'any 411 aC. Segons Demòstenes el càrrec es sortejava a raó de 500, 1000, o 1500 entre els 6000 que l'Ekklesia o assemblea triava per a formar part dels tribunals de justícia. Havien de pronunciar-se en un dia "sí o no" sobre les propostes de l'assemblea ciutadana o de vegades sobre les iniciatives d'un sol ciutadà. Els nomotetes també proposaven l'abrogació o la reformulació de les lleis antigues o obsoletes que no s'avenien amb les lleis més recents, escoltant els advocats públics, també anomenats "defensors de les lleis", elegits per l'assemblea, que tenien per missió defensar les lleis antigues. El pronunciament dels nomotetes es feia sempre després d'un debat, una discussió crítica sobre la llei que es pretenia prorrogar o derogar. Sòcrates va ser nomoteta.
El nom s'aplicava també a totes les persones que imposaven lleis com Pèricles o Temístocles o altres personatges mitològics o semi-mitològics com Minos de Creta, Dracó d'Atenes, Zaleuc de Locres Epizefiris, o Carondes de Catana i Rhègion.